# Беранже, Жозеф
Жозеф Беранже́ (фр. Joseph Béranger, 1802—1870) — французский изобретатель и владелец весовой фабрики, известный кардинальным изменением конструкции весов Роберваля.

## Весы Беранже
В 1847 г. Беранже предложил улучшить устройство своего предшественника Жиля де Роберваля вспомогательными рычагами на месте стоек под основным двойным коромыслом. Благодаря этому удалось сократить действие внешних сил и силы трения и, следовательно, повысить чувствительность устройства. Заявка на патент была подана в 1847 году, сам патент выдан в 1949.

Инновационная конструкция весов с чашами над системой коромысел была запущена в массовое производство лишь в начале XX века. Весы именно конструкции Беранже долгое время можно было наблюдать на прилавках в советских магазинах.